# Future of the Left
Future of the Left je velšská rocková hudební skupina. Vznikla v Cardiffu v roce 2005 a jedinými stálými členy jsou dva bývalí členové kapely Mclusky, zpěvák a kytarista Andrew Falkous a bubeník Jack Eggelstone. Původní sestavu dále tvořili Kelson Mathias (2005–2010; baskytara) a Hywel Evans (2005; kytara). Později ve skupině působili Jimmy Watkins (2005–2010; kytara) a Julia Ruzicka (od 2010; baskytara). Své první album nazvané Curses kapela vydala v roce 2007. Později následovalo několik dalších alb. Za svou třetí desku The Plot Against Common Sense byla kapela oceněna cenou Welsh Music Prize.

## Diskografie
Studiová alba
- Curses (2007)
- Travels with Myself and Another (2009)
- The Plot Against Common Sense (2012)
- How to Stop Your Brain in an Accident (2013)
- The Peace & Truce of Future of the Left (2016)